# 李老庄玉帝庙
李老庄玉帝庙位于中国山西省运城市稷山县西社镇李老庄村。

## 保护
2016年6月6日，李老庄玉帝庙公布为第五批山西省文物保护单位，古建筑类，年代为元、清，编号5-112。	